# Unexpected (Star Trek)
Unexpected is de vierde aflevering van de serie Star Trek: Enterprise van 97 in totaal.

## Verloop van de aflevering in hoofdlijnen
De bemanning van de USS Enterprise NX-01 ontmoet de bamanning van een Xyrilliaans schip dat door een technisch mankement in het warpveld dat door een ander sterrenschip wordt gecreëerd meevliegt. Overste Trip Tucker gaat aan boord van het schip om reparaties uit te voeren. Door de andere leefomgeving aldaar moet hij lang acclimatiseren. Tijdens een rustpauze gaat hij met een van de vrouwelijke bemanningsleden naar een holodek waar hij met een haar een telepathisch spel doet waarbij de gedachten van de twee uitgewisseld worden. Als de reparaties afgerond zijn gaat Tucker weer terug naar de Enterprise, waarna het schip zijn oude koers weer vervolgt. Later blijkt dat Tucker zwanger is geworden door het telepathische spel en gaat de bemanning op zoek naar de Xyrillianen, die ze vinden terwijl ze bij een Klingon schip in de buurt vliegen. Nadat de bemanning van dat schip is overtuigd de Xyrillianen niet te vernietigen gaan drie Klingons en Tucker weer naar het schip, waar de embryo uit Tucker wordt verwijderd en de Klingons in ruil voor het laten leven van de Xyrillianen holografische technologie krijgen. Als laatste meldt T'Pol nog aan Tucker dat hij de eerste mannelijke mens ooit was die een zwangerschap onderging.

## Acteurs

### Hoofdrollen
- Scott Bakula als kapitein Jonathan Archer
- John Billingsley als dokter Phlox
- Jolene Blalock als overste T'Pol
- Dominic Keating als luitenant Malcolm Reed
- Anthony Montgomery als vaandrig Travis Mayweather
- Linda Park als vaandrig Hoshi Sato
- Connor Trinneer als overste Charles "Trip" Tucker III

### Gastacteurs
- Julianne Christie als Ah'Len
- Christopher Darga als Vorok
- Randy Oglesby als Trena'L

### Bijrollen
- Regi Davis als de Eerste Officier van het sterrenschip van de Klingons
- T.L. Kolman als een Xyriliaanse man
- Mike Baldridge als bemanningslid Dillard van de Enterprise
- John Cragen als een bemanningslid van de Enterprise
- Drew Howerton als een bemanningslid van de Enterprise

#### Bijrollen die niet in de aftiteling vermeld zijn
- Jef Ayres als bemanningslid Haynem van de Enterprise
- Michael Braveheart als een Klingon officier
- Solomon Burke junior als bemanningslid Billy van de Enterprise
- Christina Carmel als Xyriliaanse vrouw
- Cecilia Conn als een bemanningslid van de Enterprise
- Amy Kate Connolly als een bemanningslid van de Enterprise
- Mark Correy als bemanningslid Alex van de Enterprise
- Stacy Fouche als een bemanningslid van de Enterprise
- Hilde Garcia als bemanningslid Rossi van de Enterprise
- Jack Guzman als een bemanningslid van de Enterprise
- Bryan Heiberg als een bemanningslid van de Enterprise
- Aldric Horton als een bemanningslid van de Enterprise
- Martin Ko als een bemanningslid van de Enterprise
- Cynthia Uhrich als een bemanningslid van de Enterprise
- David Walrod als een Xyriliaanse man
- John Wan als een bemanningslid van de Enterprise
- Hond Prada als Porthos